# إنزيم بي إف بي
إنزيم بي إف بي(بالإنجليزية: PFP (enzyme))‏ ويسمى أيضا بثنائي فسفات الفركتوز 6 فوسفات 1-ناقلة الفسفات .هو انزيم يقوم بعملية استقلاب الكربوهيدرات في النباتات وبعض أنواع البكتيريا. خاصيته الكيميائية هي (EC 2.7.1.90)هو إنزيم ضروري لإنتاج الغلوكوز، حيث يحفز إدارة وتصفية (interconversion) عملية عكس الفركتوز 6 فوسفات والفركتوز 1,6 باستخدام بيروفسفات غير عضوية بوصفها مانح فسفوريل:
ثنائي فسفات + D-فركتوز 6 فوسفات \ rightleftharpoons فوسفات + D-الفركتوز 1,6-بيسفوسفات
في النباتات، يقع إنزيم بي إف بي اولا في العصارة الخلوية للخلية ويتم تنشيط بقوة إشارة جزيء فركتوز 2,6-بيسفوسفات.

## الوظيفة
يعتبر إنزيم بي إف بي اولا عبارة عن إنزيم عصاري خلوي يحفز حصرا الفسفرة من الفركتوز 6 فوسفات إلى فركتوز-1,6-فيسفوسفات لكي يحلل السكر،  و إنزيم بي إف بي هو أول انزيم معزول من المتحولة الحالة للنسج، وهو أقل من حقيقيات النواة .]

## التسمية

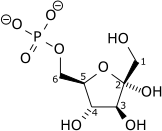
الفركتوز 6 فوسفات
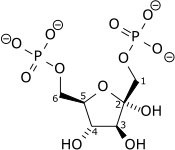
الفركتوز 1،6بيسفوسفات

هذا الانزيم ينتمي إلى أسرة من ترانسفيراز اس، وتحديدا تلك التي تقوم بنقل المجموعات التي تحتوي على الفوسفور (ناقلة الفسفات اس) مع جماعة الكحوليات المتقبلة. والاسم المنهجي لهذه الفئة من الانزيم هي  'ثنائي فسفات: D-فركتوز 6 فوسفات 1-ناقلة الفسفات'. أسماء أخرى شائعة الاستعمال ما يلي:
- 6 فسفوفروكتوكيناز (بيروفسفات)،
- غير العضوية بيروفوسفات التي تعتمد على فسفوفروكتوكيناز،
- غير العضوية بيروفسفات-فسفوفروكتوكيناز،
- تعتمد على بيروفسفات فوسفو-1-كيناز، و
- بيروفوسفات، الفركتوز 6 فوسفات 1-ناقلة الفسفات،
- بيروفوسفات، الفركتوز 6 فوسفات ناقلة الفسفات

## وصلات اضافية
- [وصلة مكسورة]
- [وصلة مكسورة]